# Dawsonville (Georgia)
Dawsonville – miasto w Stanach Zjednoczonych, w stanie Georgia, siedziba administracyjna hrabstwa Dawson.